# Carinisphindus leptosphinctos
Carinisphindus leptosphinctos es una especie de coleóptero de la familia Sphindidae.

## Distribución geográfica
Habita en la República Dominicana.